# Szosani
Szosani (macedónul: Сошани) település Észak-Macedóniában, a Délnyugati körzet Debarcai járásában.

## Népesség
| Lakosok száma | 108  | 99   | 112  | 111  | 80   | 24   | 18   | 15   | 2    |
|               | 1948 | 1953 | 1961 | 1971 | 1981 | 1991 | 1994 | 2002 | 2021 |

2002-ben 15 lakosa volt, akik mindannyian macedónok.